# Trinity House
The Corporation of Trinity House of Deptford Strond (detta "Trinity House") è l'autorità generale britannica per i fari (in inglese General Lighthouse Authority o GLA), competente per i territori di Inghilterra, Galles, Isole del Canale, Gibilterra ed altre acque territoriali britanniche, con eccezione di Scozia, Isola di Man, Irlanda del Nord. È un non-departmental public body, ovvero un'istituzione governativa che non dipende da alcun ministero britannico.

## Ruolo della Corporazione
La Trinity House ha tre funzioni principali:
- è l'autorità generale per i fari (GLA) d'Inghilterra, Galles, Isole del Canale e Gibilterra: è responsabile del funzionamento e della manutenzione di diversi ausili alla navigazione, quindi non solo dei tradizionali fari in senso stretto ma anche i radiofari, i fanali e le boe fornite dalle autorità portuali locali;
- è una organizzazione di beneficenza dedicata alla sicurezza, il benessere e la formazione dei marinai;
- è l'autorità per il pilotaggio d'alto mare, si occupa della formazione dei piloti ed è autorizzato dal Segretario di Stato per i Trasporti a rilasciare le relative licenze[1].

### Altre GLA nel Regno Unito
La gestione dei fari nel Regno Unito è affidata a tre General Lighthouse Authorities (GLA). Oltre a Trinity House, esse sono:
- Commissioners of Irish Lights: competente per i fari dell'isola d'Irlanda, sia nell'Irlanda del Nord che nella Repubblica d'Irlanda;
- Northern Lighthouse Board: competente per Scozia e Isola di Man.

Le General Lighthouse Authorities britanniche fanno capo al General Lighthouse Fund ("Fondo Generale per i Fari"), agenzia del Dipartimento per i trasporti del Regno Unito.

### Ruolo internazionale
Trinity House aderisce alla International Association of Lighthouse Authorities ("Associazione internazionale delle Autorità per i fari" in inglese, abbreviato IALA), organizzazione non-profit che riunisce le autorità per i fari e gli ausili alla navigazione di 80 paesi membri.

## Storia

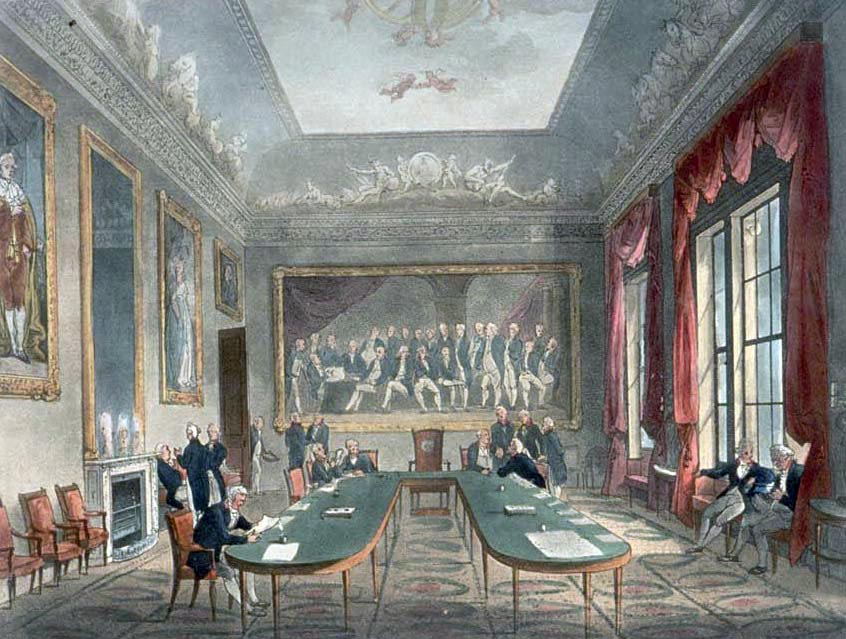
Una riunione a Trinity House, sede della Corporazione (circa 1808)

Le origini di Trinity House risalirebbero ad una gilda di beneficenza per il soccorso in mare, istituita dall'arcivescovo Stephen Langton nel XII secolo. La prima traccia documentale di questa corporazione fu un Regio Decreto del 1514 di Enrico VIII d'Inghilterra in cui viene riconosciuta una confraternita di marinai chiamata Guild of the Holy Trinity ("Gilda della Santissima Trinità", in inglese).
Inizialmente la Corporazione possedeva un dormitorio ed un salone a Londra, che si trovava nei pressi dei cantieri navali di Deptford sulla sponda sud del Tamigi, zona che attualmente è compresa nel Borgo di Lewisham.
Il Seamarks Act del 1566 attribuì alla Corporazione la responsabilità di installare segnalazioni e ausili per la navigazione.
Nel 1604 Giacomo I d'Inghilterra conferì a Trinity House i diritti in materia di pilotaggio del traffico marittimo e il diritto esclusivo di rilasciare licenze di pilota per il Tamigi, la Corporazione divenne così l'Autorità per il pilotaggio per Londra e altri 40 distretti, inclusi i porti principali di Southampton e Harwich, fino al 1987 quando, con il Pilotage Act, la responsabilità del traffico navale nei distretti è stato trasferito alle rispettive Autorità portuali.
Nel 1609 venne ultimato il primo faro costruito da Trinity House, a Lowestoft, nella contea del Suffolk. Nel 1732 Trinity House ormeggia alla foce del Tamigi la prima nave-faro al mondo, per segnalare ai natanti la presenza di un banco di sabbia noto come Nore Sands.
Nel 1965 venne costruita la casa di riposo e cura per marinai e dipendenti della Corporazione, interamente finanziata da Trinity House, a Walmer, nel Kent.
Dal 1997 una nuova Legge consente a Trinity House di erogare servizi commerciali: da quel momento la corporazione utilizza la propria esperienza e la propria flotta navale per fornire servizi di monitoraggio, idrografia, supporto tecnico ad operazioni in mare.

## Finanze
La corporazione ha una spesa, per le sole attività di routine, di circa 12 milioni di sterline (2009).
Le entrate principali derivano dalle tasse, dette Light Dues, pagate dalle navi che fanno scalo nei porti britannici in base alla stazza netta per le navi da trasporto o alla lunghezza per le altre navi.
La tariffa è stabilita ogni anno dal Dipartimento dei trasporti britannico, ed esiste un massimale annuo per ogni nave oltre il quale non è più richiesto il pagamento.
L'automazione dei fari e l'utilizzo dell'energia solare hanno comportato una riduzione progressiva delle Light Dues a partire dagli anni novanta fino al 2008; nel 2009 si è verificato il primo aumento dopo oltre 20 anni.

## Struttura
La Corporazione è governata da una corte di trentuno "fratelli anziani" (Elder Brethren) presieduta dal Maestro della Corporazione. Questi sono eletti da 300 "fratelli giovani" (Younger Brethren) che fungono da consiglieri e svolgono altri incarichi al bisogno.
A loro volta, i membri giovani, sono eletti da laici con esperienza marittima: solitamente ufficiali della Marina, capitani delle navi e dei porti, ma anche piloti, navigatori o comunque persone la cui professione li porti ad avere esperienza connessa con la navigazione.

### Il Maestro della Corporazione
Il Maestro della Corporazione presiede la corte; è una carica ad oggi prettamente onoraria, ed attualmente è ricoperta dal Duca di Edimburgo. Tra gli altri, in passato sono stati Maestri della Corporazione Samuel Pepys, il Duca di Wellington e l'ammiraglio William Penn (padre dell'esploratore William Penn, fondatore della Pennsylvania). Esiste anche una figura di vice-Maestro, che è l'effettivo rettore della corporazione.

## Bandiere

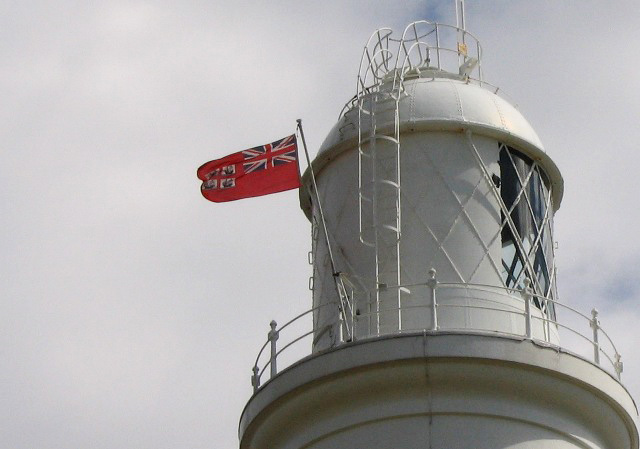
La bandiera navale della Trinity House svetta sul faro di Portland Bill, sull'omonimo promontorio nella contea del Dorset.

La Trinity House ha proprie bandiere ed insegne.
La bandiera di bompresso, o "jack" (in inglese), riproduce lo stemma della Corporazione, che consiste in una Croce di San Giorgio in formato [4:5] con quattro vascelli negli spazi bianchi. Solitamente viene issata quando la nave è alla fonda. La stessa bandiera funge anche da "bandiera armatoriale", e viene issata quando a bordo si trova un Elder Brethren ("Fratello Anziano") in funzione ufficiale.
La bandiera navale, o "insegna", è costituita da una Red Ensign ("insegna rossa"), ovvero la bandiera navale civile del Regno Unito, in formato [1:2] "sfigurata" con la sovrapposizione del jack (la bandiera di bompresso), ovvero la Croce di San Giorgio con quattro vascelli. Questa bandiera viene issata anche sui fari.
Quando una imbarcazione della Trinity House accompagna il Sovrano, issa sull'albero di trinchetto la White Flag ("insegna bianca"), ovvero la bandiera della Marina Militare.
La bandiera triangolare, Burgee o Cornet in inglese, è costituita da un triangolo rosso in formato [3:2] riportante lo stemma della corporazione in formato [5:4], viene issata sull'albero maestro delle imbarcazioni in porto o quando un Capitano o un Soprintendente di Trinity House sono a bordo.

### Stendardi
Lo stendardo del Maestro della Corporazione è una Croce di San Giorgio con quattro vascelli, come la bandiera di bompresso ma in formato [1:2]. Al centro è raffigurato uno stemma costituito da uno scudo riportante nuovamente la Croce di San Giorgio con i quattro vascelli, ornato con cartoccio e sormontato da un leopardo illeonito impugnante una spada.
Lo stendardo del vice-Maestro ricalca anch'esso il jack con la Croce di San Giorgio ed i quattro vascelli, è solo leggermente più larga e porta al centro uno scudo circolare rosso con il leopardo illeonito impugnante la spada, rappresentato però a mezzo busto.
Immagini delle bandiere ed insegne di Trinity House sono consultabili in questa pagina sul sito Flags Of The World.

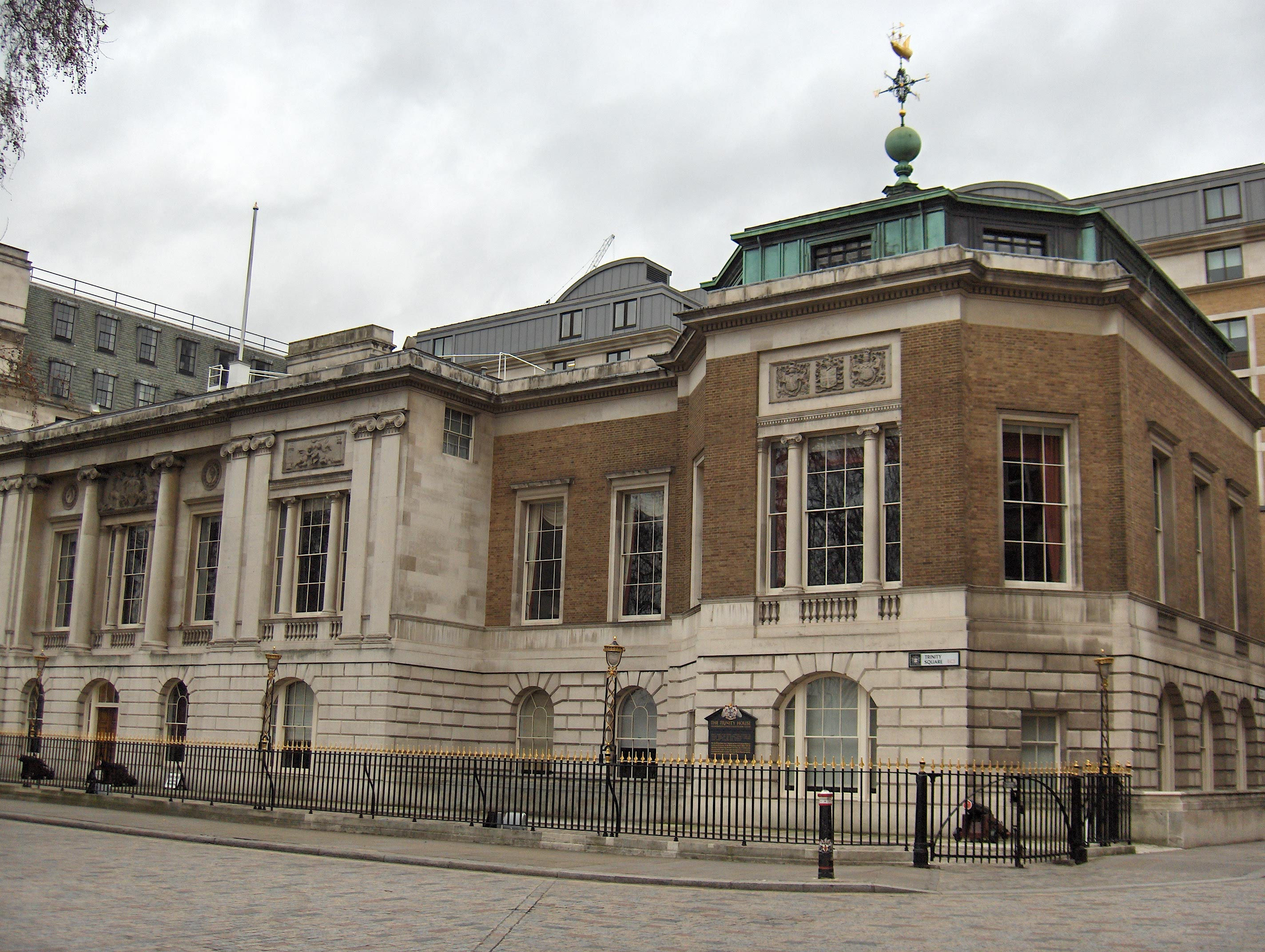
Trinity House, il quartier generale della Corporazione di Trinity House, a Londra (gennaio 2007).

## Trinity House
51.510422°N 0.07732°W
Il "quartier generale" della Corporazione è un edificio della fine del XVIII secolo noto come Trinity House, sito in Trinity Square a Londra, di fronte al Tower Hill Memorial ed alla Torre di Londra. L'edificio, che ha più l'aspetto di una elegante residenza privata che di una sede istituzionale, è stato progettato dall'architetto inglese Samuel Wyatt ed ultimato nel 1796. Il palazzo è stato completamente ristrutturato nel 1990.
La più vicina fermata della Metropolitana di Londra è Tower Hill, sulle Circle Line e District Line; mentre la più vicina stazione ferroviaria è quella di Fenchurch Street.

## Fari
Attualmente la Corporazione controlla 66 fari, tutti automatizzati e monitorati a distanza.

### Inghilterra
- Anvil Point, Dorset
- Bamburgh, Northumberland
- Beachy Head, East Sussex
- Berry Head, Devon
- Bishop Rock, Isole Scilly
- Bull Point, Devon
- Coquet, Northumberland
- Cromer, Norfolk
- Crow Point, Devon
- Dungeness, Kent
- Eddystone, Devon
- Inner Farne, Isole Farne, Northumberland
- Flambourogh, Yorkshire e Humber
- Flatholm, isola di Flat Holm (Canale di Bristol)
- Godrevy, Isola di Godrevy
- Hartland Point, Devon
- Heugh Hill, Lindisfarne
- Hilbre Island (fanale), North West England
- Hurst Point, Hampshire
- Lizard Point, Cornovaglia
- Longhsips, al largo di Land's End, Cornovaglia
- Longstone, isole Farne, Northumberland
- Lowestoft, Suffolk
- Lynmouth Foreland, Devon
- Lundy North, Isola di Lundy, Devon
- Lundy South, Isola di Lundy, Devon
- Maryport, Cumbria
- Nab Tower, Hampshire
- North Foreland, Kent
- Old Law (Guile Point), Isola Santa
- Pendeen, Cornovaglia
- Peninnis, Isole Scilly
- Portland Bill, Isola di Portland
- Round Island, Isole Scilly
- Royal Sovereign, East Sussex
- St Anthony's, Cornovaglia
- St Bees Head, Cumbria
- Stert Point, Devon
- Southwold, Southwold, Devon
- Trevose Head, Cornovaglia
- Tater Du, Cornovaglia
- Wolf Rock, cornovaglia

### Galles
- Bardsey, Gwynedd
- Caldey Island, Caldey Island
- Flatholm, isola di Flat Holm
- Monkstone, Vale of Glamorgan
- Mumbles, baia di Swansea
- Nash Point, Vale of Glamorgan
- Orfordness, Suffolk
- Point Lynas, isola di Anglesey
- The Skerries, isola di Anglesey
- Skokholm, Pembrokeshire
- Smalls, Pembrokeshire
- South Bishop, Pembrokeshire
- South Stack Rock, isola di Anglesey
- St Ann's Head, Pembrokeshire
- Saint Tudwal, Saint Tudwal's Islands
- Strumble Head, Pembrokeshire
- Trwyn Du, isola di Anglesey
- Whitby, North Yorkshire

### Gibilterra
- Europa Point, Gibilterra

### Isola di Wight
- Needles
- St Chaterine, Niton Undercliffe

### Isole del Canale
- Alderney
- Casquets, Alderney
- Les Hanois, Guernsey
- Sark

### Fari decommissionati
Alcuni fari, un tempo di Trinity House, sono stati "decommissionati", ovvero non sono più in servizio come tali o sono stati ceduti ad altri enti:
- Avonmouth[13], Sud ovest, Inghilterra, demolito nel 1902;
- Bow Creek, a Londra;
- Blacknore Point[14], disattivato nel 2011;
- Braunton Sands High e Low[15], coppia di fari decommissionati nel 1954 e sostituiti dall'attuale faro di faro di Crow Point; la prima delle due torri fu demolita, l'altra ceduta a The Nature Conservancy che nel 1972 la prestò nuovamente a Trinity House per essere utilizzata come torre provvisoria a Bull Point a causa di un crollo della scogliera che rese inutilizzabile il faro esistente;
- Brownsman[16][17], Isole Farne, decommissionato nel 1811;
- Chapman[13], estuario del Tamigi vicino a Canvey Island, demolito nel 1957-58;
- Freshwater[13], Isola di Wight, decommissionato nel 1959 e demolito nel 1913;
- Belle Tout, sostituito nel 1902 dal faro di Beachy Head, oggi ospita un hotel;
- Gunfleet[18], al largo di Frinton-on-Sea, Essex, decommissionato nel 1920;
- Inner Farne Low Light[16][17], sulle isole Farne, decommissionato nel 1911;
- Llandudno, nell'omonima cittadina del Galles, oggi ospita un bed & breakfast;
- Lundy Island ("Old Light"), Isola di Lundy, Devon, decommissionato nel 1897;
- Lytham[13], Lancashire, decommissionato nel 1897;
- Maplin[13], estuario del Tamigi, a nord di Shoeburyness, distrutto da una piena del fiume nel 1932;
- Pakefield[18], Lowestoft, Suffolk, convertito in postazione militare nel 1938, oggi restaurato ma non funzionante;
- Point of Ayr, decommissionato nel 1844;
- Portland Bill Higher e Lower, decommissionati nel 1906 e sostituiti dal faro di Portland Bill; entrambi visitabile, Portlan Bill Lower ospita un osservatorio per l'avifauna (Portland Bird Observatory and Field Centre);
- Purfleet[13], Essex, decommissionato tra il 1871 ed il 1887;
- Prior Castell tower[17], Inner Farne (Isole Farne), faro installato nel 1778 in cima ad una torre del 1500 circa, rimosso nel 1811 e sostituito dall'attuale faro di Farne;
- Smeaton's Tower, costruito nel 1759 sugli scogli ove si trova ora il Faro di Eddystone, nel 1880 venne smontato per essere rimpiazzato dall'attuale faro, e venne rimontato sulla terraferma a Plymouth come monumento, è tuttora visitabile;
- Saltend[13], fiume Humber, demolito negli anni sessanta del XX secolo;
- South Foreland "High" e "Low" sulla costa meridionale del Kent, coppia di fari decommissionati rispettivamente nel 1990 e nel 1904;
- St.Agnes, sull'omonima isola nell'arcipelago delle Scilly (Cornovaglia), costruito nel 1680 e decommissionato nel 1911;
- Staple Island[16][17], Isole Farne: abbattuto dal maltempo nel 1784 e di nuovo nel 1800, fu sostituito dal faro di Brownsman;
- Priorato e castello di Tynemouth[13], estuario del fiume Tyne, Inghilterra, demolito nel 1898.

#### Fari passati alla competenza di altre autorità o enti
- Monach[19], isole Ebridi Esterne, decommissionato il 22 novembre 1948; ripristinato nel 2008 dal Northern Lighthouse Board non è più di competenza di Trinity House;
- Sombrero, sull'omonima isola delle Piccole Antille, nel territorio d'oltremare di Anguilla: dal 1º dicembre 2001 è passato sotto la competenza del governo locale[20] ed è attualmente gestito dal Department of Fisheries and Marine Resources anguillano[21];

## Navi faro
Nella flotta di Trinity House sono attive anche numerose navi-faro. Sono identificate dalla sigla LV (Light Vessel, ovvero "nave faro" in inglese) e dal numero; oltre a questo hanno il nome della postazione presso cui sono attive scritto sullo scafo. Le navi faro sono dipinte di rosso, per essere ben visibili anche di giorno, e sono prive di motore pertanto devono essere rimorchiate sul punto da segnalare.
Prima dell'automazione ogni nave era presidiata da un equipaggio di 10 persone, con un minimo di 5 contemporaneamente a bordo. Come i fari, oggi tutte le navi faro di Trinity House sono automatizzate e controllate dal Trinity House Central Planning Unit di Harwich.

### Navi faro attive
- LV 2
- LV 5
- LV 6
- LV 7
- LV 9
- LV 10
- LV 17
- LV 19
- LV 20
- LV 22
- LV 24 ex "Cormorant II"

## Trinity House Central Planning Unit
Tutti i fari e le navi-faro sono controllate a distanza dal Trinity House Central Planning Unit che si trova ad Harwich nella contea dell'Essex, in Inghilterra.

## La flotta

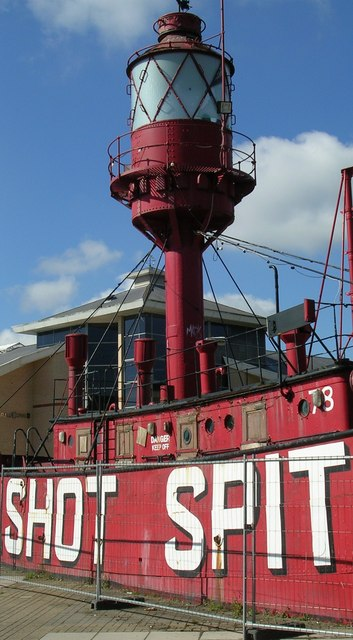
La nave-faro LV 78 "Calshot Spit" di Trinity House, ora decommissionata ed ancorata a Southampton dove è visitabile.

Trinity House dispone di una flotta di unità naviganti, dalle piccole imbarcazioni fino alla più grande THV "Patricia" lunga 86 metri; che vengono impiegate per le operazioni di manutenzione di segnali marittimi ma anche per una vasta gamma di impieghi tecnici che la Corporazione svolge per conto di terzi.
La THV "Alert", entrata in servizio nel 2006, è il primo "vascello di pronto intervento" (Rapid Intervention Vessel, abbreviato RIV, in inglese) di Trinity House.
La THV "Galatea", entrata in servizio nel 2007, è un'avanzata "nave di supporto mutifunzionale" (Multi Functional Tender, abbreviato MFT, in inglese) dotata di una gru da 30 tonnellate di portata e svariate strumentazioni di monitoraggio.